# پارک ویونهو
پارک ویونهو(به انگلیسی: Wivenhoe Park) یک نقاشی از منظره پارک انگلیسی ، از املاک خانواده ربو است که توسط نقاش رمانتیک انگلیسی جان کانستبل (۱۷۷۶–۱۸۳۷)کشیده شده‌است.
جان کانستبل در اسکس متولد شد؛ او بیشتر به خاطر نقاشی مناظر، به‌ویژه مناظر روستایی که کودکیش را آنجا گذراند شناخته شده‌است. نقاشی‌های او اکنون جزو باارزش‌ترین و محبوب‌ترین نقاشی‌های هنر بریتانیا است.

## نقاشی
نگارخانه ملی از این نقاشی به عنوان یکی از کارهای برجسته‌اش یاد می‌کند:

صحنه دلپذیری از سادگی و هماهنگی که موجب می گردد این منظره تقریباً وضوح و روشنی یک عکس را داشته باشد. نواحی زیادی از تابش آفتاب و سایه خنک، خط طولانی پرچین، تعادل زیبای درختان، چمنزار، و رودخانه مدرکی بر ترکیب خلاقانه هنرمند از مکان واقعی است.

مالک پارک ویونهو-که از حامیان اولیه هنرمند و از دوستان نزدیک پدر او گلدینگ کانستبل بود- سفارش نقاشی را داد.پارک ویونهو ۲۰۰ هکتار زمین مناسب پارک است،که قبل از ۱۷۳۴ به وسیلهٔ خانواده ربو خریداری شد.
در سال ۱۸۱۲ اسلتر ریبو چندین نقاشی از جمله پرتره دختر هفت ساله اش را به کانستبل سفارش داد. تصویر او نیز در این نقاشی روی ارابه ای که الاغی آن را می کشد در قسمت چپ تابلو دیده می‌شود. این نقاشی در سپتامبر سال ۱۸۱۶ تمام شد و پول کافی برای ازدواج با عشق طولانی مدتش، مری بیکنل را فراهم کرد. آن‌ها در اکتبر ۱۸۸۱۶ ازدواج کردند.